# Finger Lakes
Les Finger Lakes (de finger, « doigt » en anglais) sont un ensemble de lacs du nord de l'État de New York, aux États-Unis, dont la forme très allongée évoque celles de doigts. Ces lacs très profonds sont d'origine glaciaire.

## Lacs

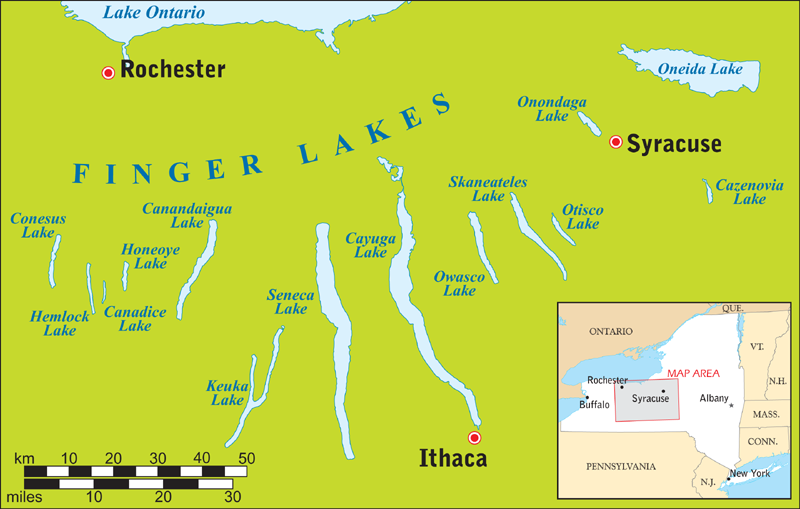
Carte des Finger Lakes.

Classiquement, sept lacs sont considérés comme des Finger Lakes. Il s'agit, d'est en ouest, de :
- Lac Otisco
- Lac Skaneateles
- Lac Owasco
- Lac Cayuga
- Lac Seneca
- Lac Keuka
- Lac Canandaigua

Quatre autres lacs, situés à l'ouest du lac Canandaigua, sont parfois surnommés les Finger Lakes mineurs. Ce sont :
- Lac Conesus
- Lac Hemlock
- Lac Canadice
- Lac Honeoye

Enfin, trois lacs situés à l'est du lac Otisco sont parfois inclus dans cette dénomination :
- Lac Cazenovia
- Lac Onondaga
- Lac Oneida

## Histoire
La région constituait le territoire des nations iroquoises, notamment des Sénécas, des Cayugas, des Onondagas et des Oneidas, qui ont donné leur nom à plusieurs lacs. Leur présence et leur résistance contre les Européens ont empêché la colonisation de la région jusqu'à la fin du XVIIIe siècle.

## Vignobles
La région des Finger Lakes constitue une région viticole américaine (American Viticultural Area). La zone comprend 4 452 hectares de vignobles.
L'origine de la viticulture dans les Finger Lakes remonte à 1829, mais ce n'est qu'en 1862 que les premiers vignobles à but commercial ont été créés. Aujourd'hui, ils sont plus d'une centaine, produisant surtout du vin blanc à partir de chardonnay, riesling, gewurztraminer, mais aussi du vin rouge léger à partir de pinot noir et de cabernet franc.